# Le Poil de la bête (roman)
Pour les articles homonymes, voir Le Poil de la bête.
Le Poil de la bête est un roman de René-Jean Clot publié le 5 novembre 1951 aux éditions Gallimard et ayant reçu le prix des Deux Magots l'année suivante.

## Éditions
- Coll. « Blanche », éditions Gallimard, 1951[1].